# سارجيس أداميان
سارجيس أداميان (بالإنجليزية: Sargis Adamyan)‏ هو لاعب كرة قدم أرميني ولد في عام 1993 ويلعب حاليا مع نادي نادي هوفنهايم ومع منتخب أرمينيا لكرة القدم.

## حياته المبكرة
ولِدَ أداميان في يريفان في أرمينيا، وانتقل إلى ألمانيا في سن الخامسة. قضى بعضًا من شبابه في فريق هانزا روستوك.

## مسيرته الكروية
مثل عدد من الأندية في ألمانيا.

## مسيرته الدولية
لعب لمنتخب أرمينيا منذ عام 2013 بعد أن كان في فئة تحت 21 عاما.

## وصلات خارجية
- سارجيس أداميان على موقع الاتحاد الدولي (مؤرشف)  (الإنجليزية)
- سارجيس أداميان على موقع الاتحاد الأوربي (الإنجليزية)
- سارجيس أداميان على موقع قاعدة بيانات كرة القدم.إي يو (الإنجليزية)
- سارجيس أداميان على موقع بيانات كرة القدم. دي إي (الألمانية)
- سارجيس أداميان على موقع ناشيونال فوتبول تيمز (الإنجليزية)
- سارجيس أداميان على موقع Soccerway.com (الإنجليزية)
- سارجيس أداميان على موقع عالم كرة القدم.نت (الإنجليزية)